# Стоица Чорбаджийски
Стоица Чорбаджийски е български харамия и революционер, деец на Вътрешната македоно-одринска революционна организация.

## Биография
Стоица Чорбаджийски е роден в пиянешкото село Панчарево, тогава в Османската империя, днес в Северна Македония, на границата с България. Като харамия е привлечен от Гоце Делчев и се присъединява към ВМОРО и служи като куриер. Участва в работата на Саблярската бомболеярна, организирана от Делчев през пролетта на 1897 година.
В едно писмо до Никола Малешевски Делчев пише:
| „ | Намеравам да прата една чета вътре во Македония, но ето че немаме човек, който да я преведе през граница, поне до Малешевско. След дълго мисление спрех се на Стоица. Ти веднага намери го и го запитай дали се решава да преведе четата било чрез Бураново или Църварица до Панчарево, а оттам ще ги препоръча на друго лице... Ако той не е наклонен, опитай се да намериш друг некой. Имаше негови другари от неговото село. Не желаят ли те да заминат или други некои и даже да ги придружават во всички походи? | “ |

След разтурянето на леярната заедно с Темелко Харамията от Крецово, Иван Биковски, Атанас Сереков и Атанас Ризински от Будинарци, Мире от Прилеп и Георги Телеграфиста от Кюстендил заминават за вътрешността на Македония. Там през юли 1897 година се събират с четата на Васил Чочев, а Гоце Делчев поема командването, след което извършват няколко акции по събиране пари за целите на организацията.